# 达米安·卢卡
达米安·卢卡（罗马尼亚语：Damian Luca）1936年生于罗马尼亚布加勒斯特，是罗马尼亚著名的民族主义者和演奏家音乐家。

## 家庭
卢卡的叔叔是罗马尼亚著名的民族主义者FănicăLuca，他的母亲受到罗马尼亚领导人的接见。

## 个人经历
卢卡出生在一个音乐家家庭。他在13岁时就读于布加勒斯特第一音乐学校（现为Dinu Lipatti高中）学习舞蹈课。
从青年时期开始，他参加了在柏林（1951年），布加勒斯特（1953年），华沙（1955年）和莫斯科（1957年）举行的世界青年和学生和平与友谊节的比赛，获得了桂冠。
后来，他在NicuStănescu和Ionel Budișteanu指挥的BarbuLăutaru乐团任职。于是，他参加了社会主义国家（匈牙利，保加利亚，波兰，捷克共和国）的众多音乐节和比赛。在青少年国际艺术节上，他获得了四枚奖牌。
卢卡与罗马尼亚国际上著名的民间合奏团罗马尼亚狂想曲一起访问了美国。
1963年，他在比利时的布鲁塞尔，荷兰，德国，奥地利，法国和丹麦的巡回演出中演出，并在美国和加拿大多次露面，这为他在全世界的知名度做出了贡献。
1966年，他在以色列与Ionel Budișteanu执导的Miorița乐团一起合作进行了31场演出。
应美国文化部的邀请，达米安·卢卡（Damian Luca）在西雅图的华盛顿大学任教，每班约20名学生。他曾在欧洲不同国家录制唱片，并与美国著名吉他手弗朗西斯·戈雅（Francis Goya）合作。